# Silybum
Silybum Adans., 1763 è un genere di piante angiosperme dicotiledoni appartenenti alla famiglia delle Asteraceae, dall'aspetto di erbacee annuali o perenni tipicamente provviste di aculei.

## Descrizione
Sono piante erbacee o sub-arbustive, biennali con altezze che possono andare da pochi decimetri fino a 1,5 metri. La forma biologica prevalente delle specie di questo genere è emicriptofita bienne (H bienn), ossia in generale sono piante erbacee con gemme svernanti al livello del suolo e protette dalla lettiera o dalla neve e si distinguono dalle altre per il ciclo vitale biennale.

### Radici
Le radici normalmente sono a fittone o secondarie da rizoma.

### Fusto
I fusti sono eretti, con pochi rami per pianta o semplici. In alto il fusto è ragnateloso.

### Foglie
Le foglie sono grossolanamente dentato-pennatifide spinose con inserzione sul fusto di tipo semi-amplessicalue. La forma è più o meno lanceolato-lobata. Sulla superficie, lucida e coriacea, sono presenti delle venature biancastre.

### Infiorescenza
L'infiorescenza è formata da grandi capolini discoidi, solitari, su lunghi peduncoli, composti da molti fiori. I capolini, come in tutte le Asteraceae, sono formati da un involucro composto da squame al cui interno un ricettacolo fa da base ai fiori (quelli periferici del raggio, assenti nelle specie di questo genere e quelli interni del disco). L'involucro è a forma più o meno ovata, provvisto di numerosi ranghi di squame embricate. Le squame sono disposte su alcune serie; quasi sempre sono spinose all'apice e terminano con un portamento patente. Il ricettacolo è piatto o convesso. I fiori sono per capolino sono molti.

### Fiori
Il colore dei fiori è in prevalenza porporino. I fiori sono solamente del tipo tubuloso (il tipo ligulato, presente nella maggioranza delle Asteraceae,  qui è assente), sono inoltre ermafroditi (raramente sono unisessuali), tetraciclici (calice – corolla – androceo – gineceo) e pentameri. I fiori sono tutti fertili, ma vi sono dei casi nei quali i fiori più periferici sono sterili.
- Formula fiorale:

- /x K {\displaystyle \infty }, [C (5), A (5)], G 2 (infero), achenio

- Calice:  i sepali del calice sono ridotti al minimo (una coroncina di scaglie).
- Corolla: la corolla ha la forma tubolare con 5 stretti lobi. I tubi sono lunghi e sottili (lievemente piegati nella zona distale).
- Androceo: gli stami sono 5 ed hanno dei filamenti liberi (distinti) e papillosi che possiedono la particolarità di compiere dei movimenti per liberare il polline. Le antere sono caudate alla base (hanno una coda corta) con appendici apicali lineari-oblunghe.
- Gineceo: l'ovario è infero; lo stilo ha un stimma bifido che sporge notevolmente dalla corolla; gli stigmi sono glabri (hanno un ciuffo di peli solo all'apice dello stilo). La superficie stigmatica è posta all'interno degli stigmi.[7]

### Frutti
Il frutto è un achenio a forma generalmente obovoide e compresso. La superficie può essere liscia e glabra. Nella parte apicale è presente un anello. Caratteristico è il pappo deciduo formato da più serie di scaglie barbate saldate alla base.

## Biologia
- Impollinazione: l'impollinazione avviene tramite insetti (impollinazione entomogama). Gli insetti sono del tipo farfalle diurne e notturne (lepidotteri, falene e coleotteri) e api.
- Riproduzione: la fecondazione avviene fondamentalmente tramite l'impollinazione dei fiori (vedi sopra).
- Dispersione: i semi cadendo a terra (dopo essere stati trasportati per alcuni metri dal vento per merito del pappo – disseminazione anemocora) sono successivamente dispersi soprattutto da insetti tipo formiche (disseminazione mirmecoria).

## Distribuzione
Le specie di questo gruppo sono tipiche della regione mediterranea.

## Tassonomia
La famiglia di appartenenza di questa voce (Asteraceae o Compositae, nomen conservandum) probabilmente originaria del Sud America, è la più numerosa del mondo vegetale, comprende oltre 23.000 specie distribuite su 1.535 generi, oppure 22.750 specie e 1.530 generi secondo altre fonti (una delle checklist più aggiornata elenca fino a 1.679 generi). La famiglia attualmente (2021) è divisa in 16 sottofamiglie.
La tribù Cardueae a sua volta è suddivisa in 12 sottotribù (la sottotribù Carduinae è una di queste). Il genere Silybum elenca 2 specie con una distribuzione mediterranea e asiatica occidentale, una delle quali è presente spontaneamente sul territorio italiano.

### Filogenesi
Questo genere appartiene al gruppo delle Asteraceae con capolini a soli fiori tubulosi e al sottogruppo “Piante spinose”. Quest'ultima è una distinzione pratica (senza valore tassonomico) per individuare facilmente i vari generi di una famiglia estremamente numerosa. Ulteriori distinzioni si possono avere in base alla morfologia del frutto achenio.

Il numero cromosomico di base per questo genere è: 2n = 34.

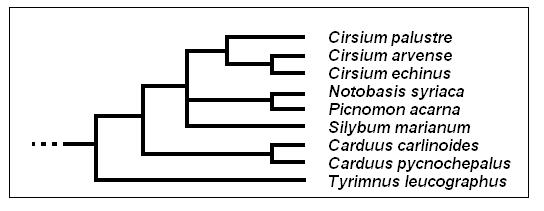
Carduus-Cirsium group - Cladogramma

Il genere di questa voce è inserito nel gruppo tassonomico della sottotribù Carduinae. In precedenza provvisoriamente era inserito nel gruppo tassonomico informale "Carduus-Cirsium Group". La posizione filogenetica di questo genere nell'ambito della sottotribù, è abbastanza centrale vicina al genere Carduus. Ora il genere è inserito nel gruppo interno alla sottotribù denominato "Carduus-Cirsium Group". A questo gruppo fanno parte anche i generi:
- Carduus L.
- Cirsium Mill.
- Notobasis Cass.
- Picnomon Adans.
- Tyrimnus Cass.

Questo gruppo, le cui specie sono distribuite soprattutto nella regione mediterranea, è caratterizzato da piante erbacee spinose (raramente senza spine) a ciclo biologico annuale, bienne e perenne. Le foglie sono decorrenti e spesso i fusti sono alati. I capolini sono caratterizzati da fiori omogamici (raramente quelli esterni sono sterili). Il colore delle corolle è generalmente porpora, ma anche giallo o bianco (meno spesso giallo). Le antere hanno delle corte code con filamenti papillosi. I frutti acheni hanno una superficie liscia e sono strettamente ob-ovoidi, ob-lunghi o orbicolati.
Il genere Silybum è abbastanza simile al genere Carduus, ma si differenzia per le foglie variegate o venate di bianco, per le brattee dell'involucro terminanti in una spina pennata, e per il pappo uniseriato. Ricerche di tipo filogenetico indicano uno stretto legamen con il genere Cirsium.

### Elenco specie del genere
Per questo genere sono elencate due specie:
- Silybum eburneum Coss. & Durieu, 1855
- Silybum marianum (L.) Gaertn., 1791

### Specie della flora italiana
La specie S. marianum è presente nella flora spontanea italiana.